# Opheodesoma
Genre
Opheodesoma est un genre de concombres de mer de la famille des Synaptidae.

## Description et caractéristiques
C'est un genre d'holothuries synaptides encore mal compris, aux bornes spécifiques peu claires et probablement destinées à changer avec les études génétiques, qui pourraient réduire le nombre d'espèces. Ces animaux sont marqués par une grande variabilité en termes de couleurs (souvent bruns ou rougeâtres avec des motifs très irréguliers) et de modes de vie (on en trouve des diurnes et des nocturnes - mais apparemment pas en association avec des éponges, contrairement à beaucoup de Synaptula). Ils ont en général entre 10 et 15 tentacules buccaux (contre 15-25 chez les Polyplectana).
Clef partielle selon Heding, 1928 : 
- Opheodesoma lineata : face ventrale uniformément grise, dos strié (seule espèce striée)
- Opheodesoma clarki / Opheodesoma spectabilis : digitations unies par une membrane
- les autres espèces ont des digitations libres et sont distinguées par des critères squelettiques internes.

## Liste des espèces
Selon World Register of Marine Species (24 juin 2014) :
- Opheodesoma australiensis Heding, 1931 -- Australie
- Opheodesoma clarki Heding, 1928 -- Philippines
- Opheodesoma glabra (Semper, 1867) -- Philippines
- Opheodesoma grisea (Semper, 1867) -- Indo-Pacifique tropical
- Opheodesoma kamaranensis Clark in Clark & Rowe, 1971 (nomen nudum)
- Opheodesoma lineata Heding, 1928
- Opheodesoma radiosa (Lesson, 1830)
- Opheodesoma serpentina (J. Müller, 1850) -- Océan Indien
- Opheodesoma sinevirga Cherbonnier, 1988 -- Madagascar
- Opheodesoma spectabilis Fisher, 1907 -- Indo-Pacifique tropical (Pacifique ouest et Hawaï)
- Opheodesoma variabilis Heding, 1928

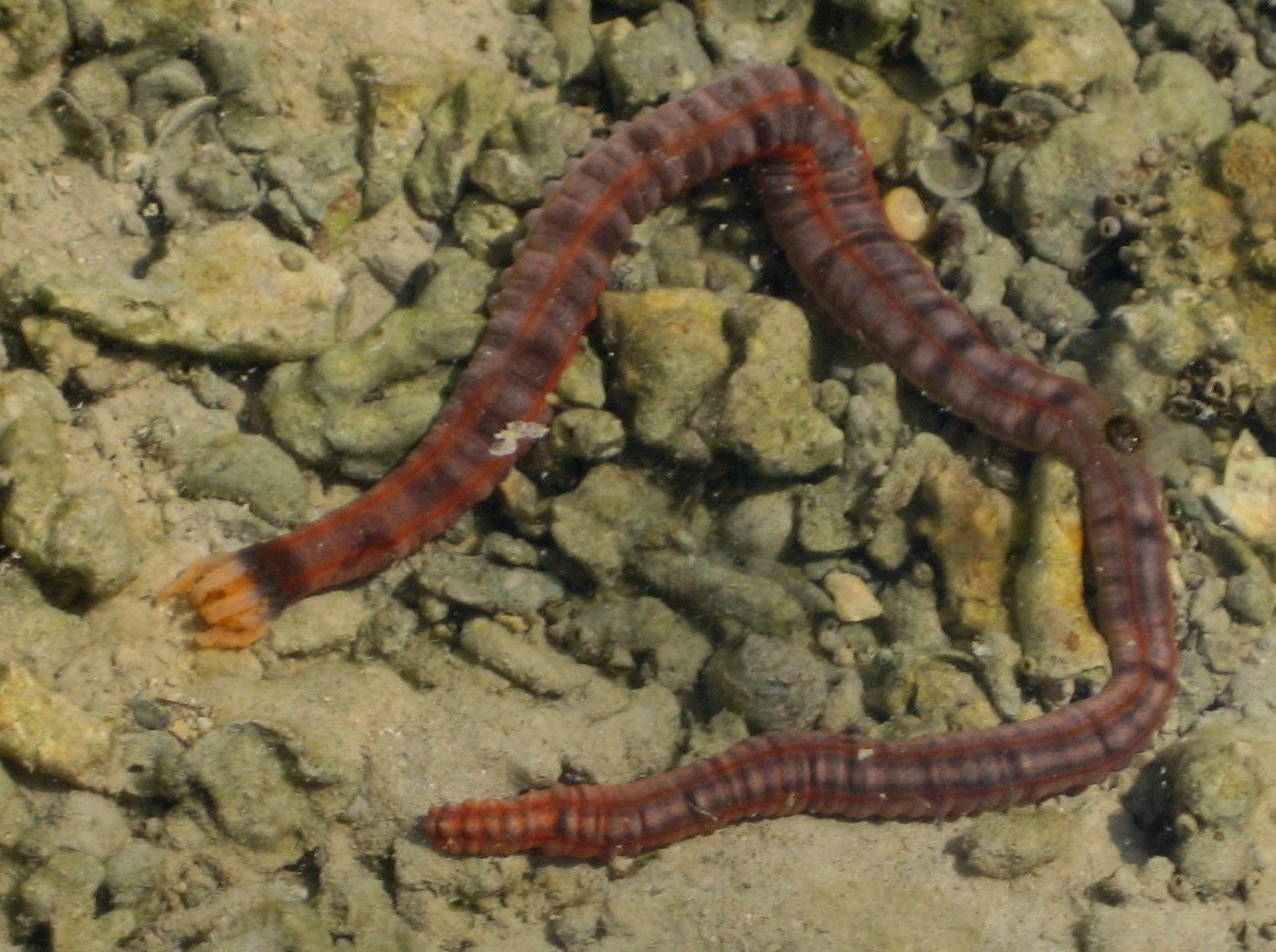
Opheodesoma spectabilis.
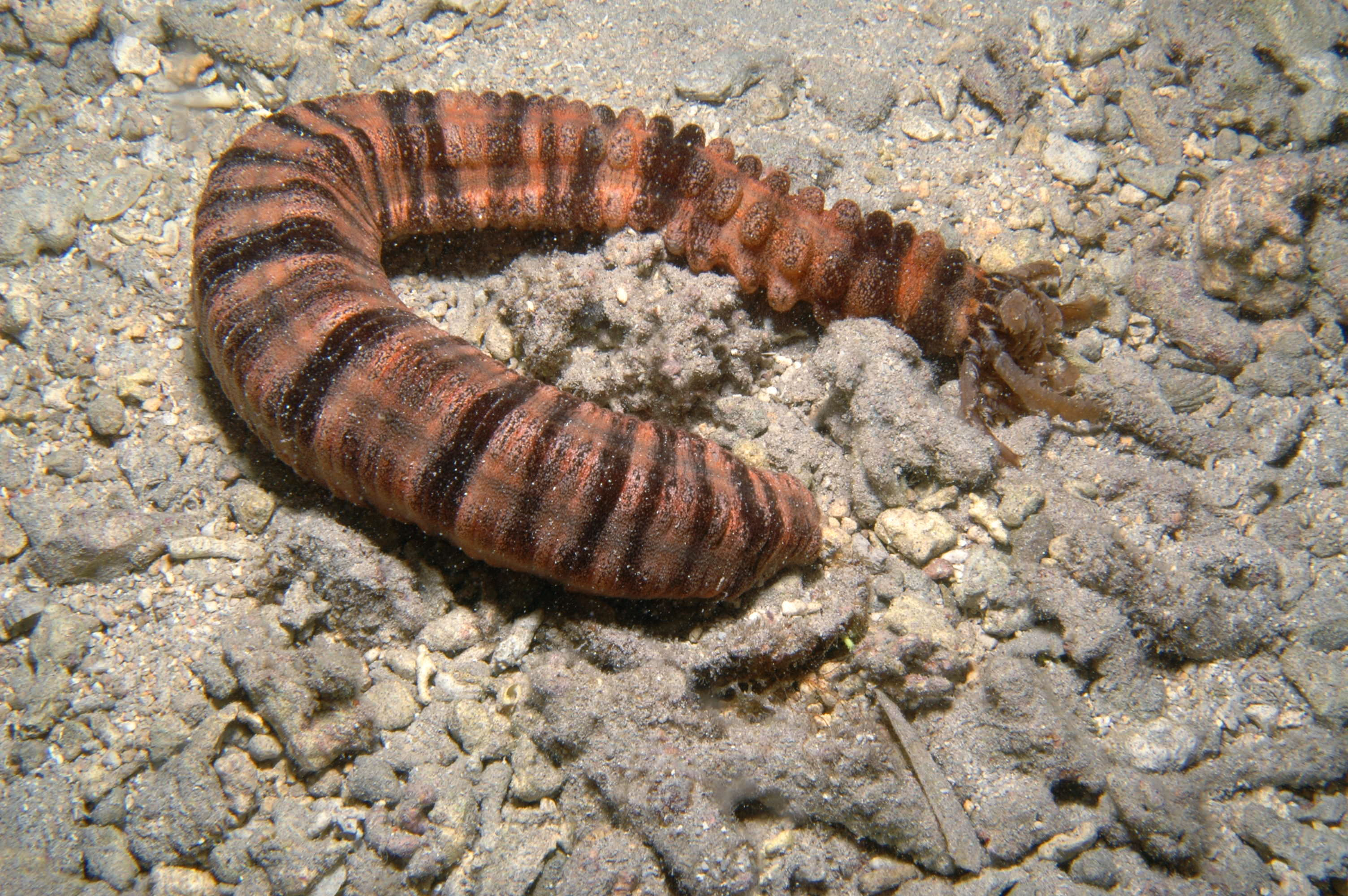
Opheodesoma sp.
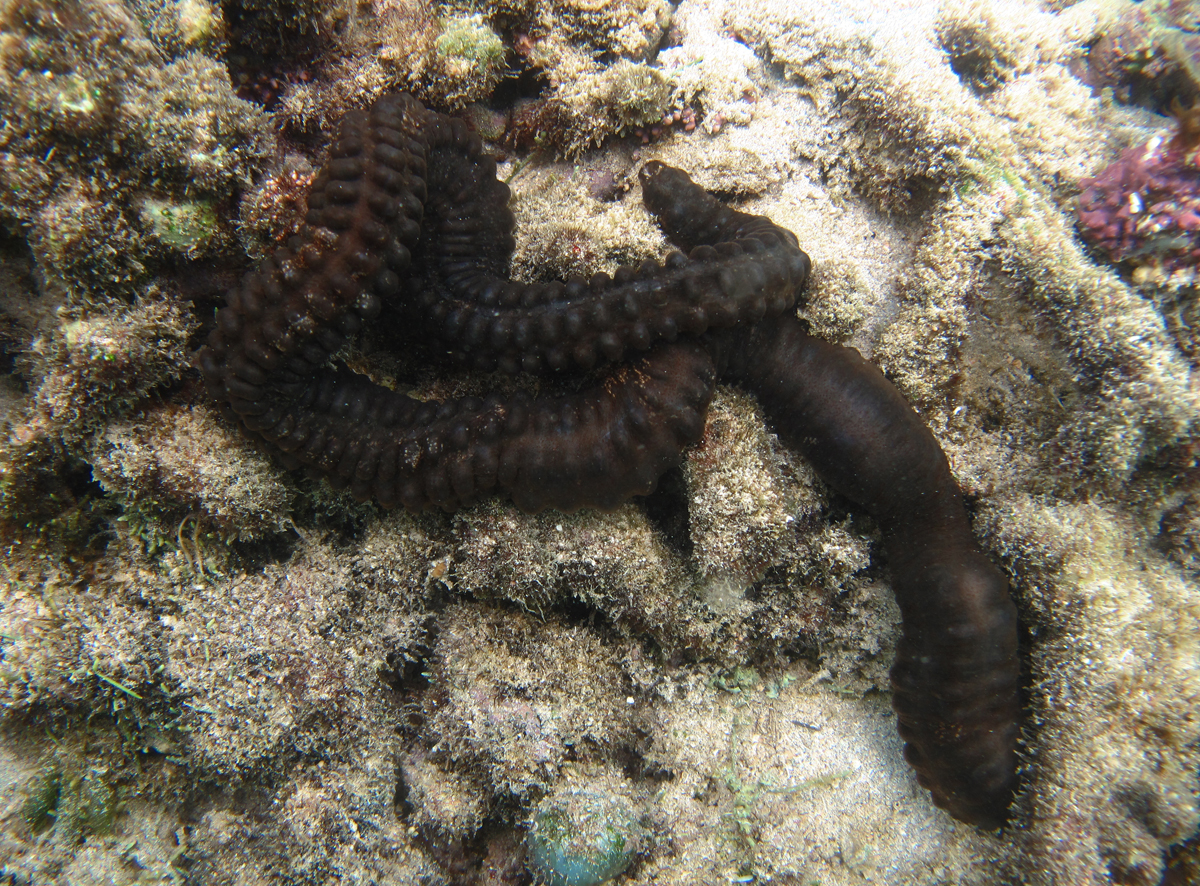
Opheodesoma sp.
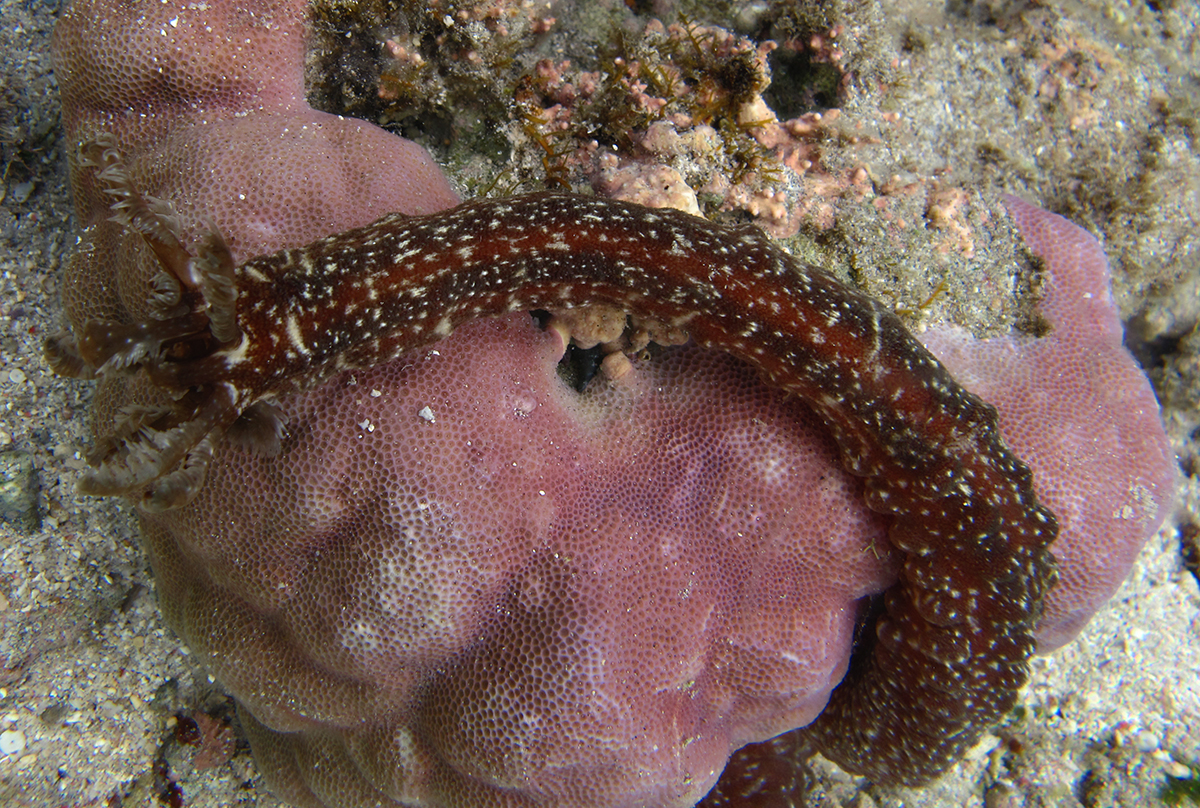
Opheodesoma sp.